# Kardinal Albrecht von Brandenburg (Lucas Cranach der Ältere)
Das Gemälde Kardinal Albrecht von Brandenburg ist ein Werk von Lucas Cranach dem Älteren, das den Kardinal Albrecht von Brandenburg zeigt. Es ist ein Tafelgemälde auf Lindenholz aus der Zeit nach 1529, das sich in der Gemäldesammlung des Jagdschlosses Grunewald in Berlin befindet.

## Beschreibung
Auf dem 53,4 cm × 40,2 cm großen Gemälde ist Kardinal Albrecht von Brandenburg vor einem dunkelgrünen Vorhang als Halbfigur von der rechten Seite dargestellt. Er präsentiert sich in einem prächtigen golddurchwirkten Brokatmantel, wie er auf zahlreichen Heiligendarstellungen der Cranach-Schule abgebildet ist. Das rote Birett auf seinem Kopf weist die Person als Kardinal aus. An seinen gekreuzten Händen trägt er mindestens 14 Schmuckringe, darunter einen Wappenring, der mit dem doppelten gevierten Wappen auf den 1529 geschlossenen Vertrag von Grimnitz hinweist. Das lässt auf eine Entstehung des Gemäldes nach 1529 schließen. Dafür sprechen auch die deutlich gealterten Gesichtszüge des Kardinals, obwohl Cranachs Werkstatt bei Darstellungen von ihm auf einen um 1525 entwickelten Prototypus in der Art einer Schablone zurückgegriffen hat. Albrecht von Brandenburg zeigt darauf seine charakteristische Physiognomie mit einem großflächigen Gesicht, einem kleinen mürrischen Mund, Tränensäcken und einer langen Nase.
Es wird für möglich gehalten, dass das Porträt nicht von Cranach, sondern von seinem Schüler Simon Franck stammt, der Hofmaler bei Kardinal Albrecht von Brandenburg war.
Das Bild stammt aus dem Altarzyklus für die Berliner Domkirche. Es kaufte Kaiser Wilhelm II. im Jahr 1908 an. Heute steht es im Eigentum der Stiftung Preußische Schlösser und Gärten Berlin-Brandenburg.